# Krzysztof Zanussi

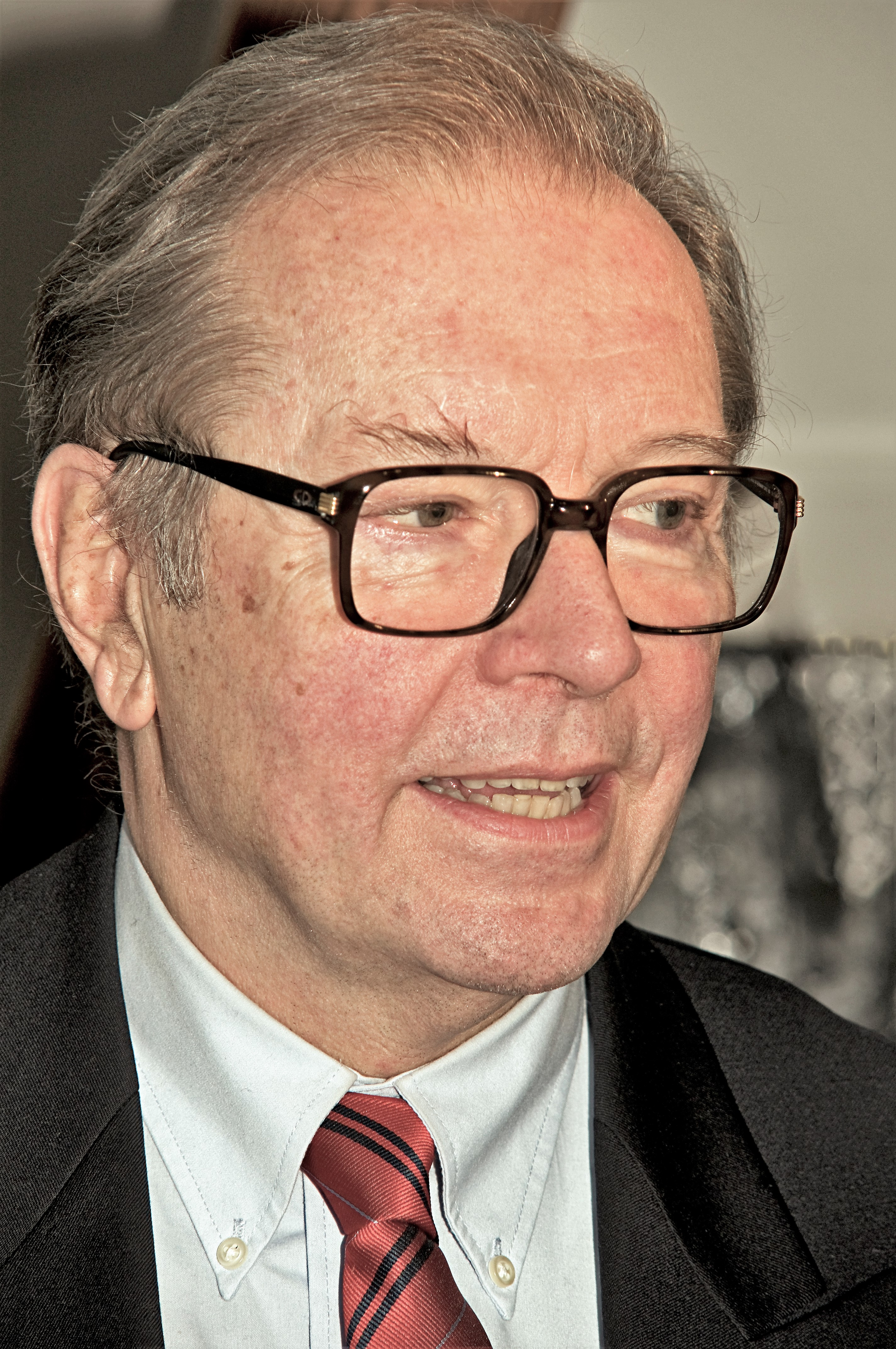
Krzysztof Zanussi (2010)

Krzysztof Pius Zanussi (* 17. Juni 1939 in Warschau) ist ein polnischer Filmproduzent und Regisseur.

## Leben
Zanussi studierte zunächst von 1955 bis 1959 Physik in Warschau und besuchte 1956/57 Vorlesungen am Kunstinstitut der Akademie der Wissenschaften. Ab 1959 studierte er Philosophie in Krakau. Bereits ab 1958 inszenierte er Kurzfilme im Rahmen eines Amateurfilmclubs.
Seine Filmausbildung erhielt er von 1960 bis 1966 an der Filmhochschule Łódź. Mit seinem dort entstandenen Diplomfilm, Śmierć prowincjała, konnte er auf Anhieb internationale Auszeichnungen gewinnen. 1969 folgte mit Die Struktur des Kristalls sein Spielfilmdebüt, gefolgt von weiteren Streifen, die oftmals die Gegenwart kritisch analysierten und gesellschaftliche und individuelle Konflikte aufzeigten. Daneben arbeitete Zanussi auch fürs Fernsehen. Seine Filme werden oft von philosophischen Gedanken geleitet. Sie gelten als anspruchsvoll und schwer zugänglich.
Er unterrichtet als Professor an der Schlesischen Universität in Katowice. 1981 inszenierte Zanussi in der internationalen Produktion Aus einem fernen Land Cezary Morawski als Papst Johannes Paul II., während er sich zehn Jahre später in Leben für Leben des Schicksals Maximilian Kolbes annahm.
2001 gewann er für sein Drama Życie jako śmiertelna choroba przenoszona drogą płciową den Polnischen Filmpreis in den Kategorien Bester Film und Bestes Drehbuch. Ebenfalls in der Gunst der Kritiker stand vier Jahre später Zanussis Drama Persona non grata, das vier Mal mit dem Polnischen Filmpreis prämiert wurde.
Zanussi übernahm mehrfach Ämter im Rahmen von Organisationen und Festivals. So war er zwischen 1974 und 1981 stellvertretender Vorsitzender der polnischen Filmemacher-Vereinigung, ab 1979 Chef der staatlichen Produktionsgruppe Tor und ab 1990 Präsident der Fédération Européenne des Réalisateurs de l'Audiovisuel.

## Filmografie

### Spielfilme
- 1969: Die Struktur des Kristalls (Struktura kryształu)
- 1970: Familienleben (Życie rodzinne)
- 1971: Die Mauer (Za ścianą)
- 1973: Illumination (Iluminacja)
- 1974: Zwischenbilanz (Bilans kwartalny)
- 1977: Tarnfarben (Barwy ochronne)
- 1978: Spirale (Spirala)
- 1980: Ein Mann bleibt sich treu (Constans)
- 1980: Die Braut sagt nein (Kontrakt)
- 1981: Aus einem fernen Land (Z dalekiego kraju)
- 1982: Imperativ
- 1984: Ein Jahr der ruhenden Sonne (Rok spokojnego słońca)
- 1985: Paradigma (Paradygmat)
- 1988: Wo immer du bist (Gdzieśkolwiek jest, jeśliś jest...)
- 1989: Liebesfesseln (Stan posiadania)
- 1990: Leben für Leben – Maximilian Kolbe (Życie za życie: Maksymilian Kolbe)
- 1992: Der Klang der Stille (Dotknięcie ręki)
- 1996: In full Gallop (Cwał)
- 1997: Die Farbe des Lebens (Our God’s Brother)
- 2000: Life As a Fatal Sexually Transmitted Disease (Życie jako śmiertelna choroba przenoszona drogą płciową)
- 2002: Suplement
- 2005: Persona non grata
- 2007: Il sole nero (Czarne słońce)
- 2008: And a Warm Heart (Serce na dlłoni)
- 2009: Revisited (Rewizyta)
- 2014: Fremdkörper (Obce ciało)
- 2017: Die Spur (Pokot) – nur Produktion

### Fernsehfilme
- 1974: Lohngelder für Pittsville (ZDF)
- 1975: Nachtdienst (ARD)
- 1977: Anatomiestunde (ZDF)
- 1977: Haus der Frauen (ARD)
- 1977: Lutosławski, Penderecki, Baird, Dokumentarfilm, Dänemark, Bundesrepublik Deutschland (ZDF)
- 1979: Wege in der Nacht (ARD)
- 1979: Mein Krakau, Dokumentarfilm, Bundesrepublik Deutschland (ARD)
- 1981: Die Versuchung (ARD)
- 1982: Vaticano, Dokumentarfilm, Italien
- 1982: Die Unerreichbare (ZDF)
- 1984: Blaubart, Schweiz (SF), Bundesrepublik Deutschland (ARD)
- 1987: Erloschene Zeiten – Wiederbegegnung mit einem Kaiserreich (ZDF)
- 1989: Napoleon, 1. Teil einer sechsteiligen Serie, Frankreich
- 1990: Das lange Gespräch mit dem Vogel, TV-Film, Großbritannien, Deutschland (ARD)
- 1990: Lutosławski, Dokumentarfilm, Großbritannien
- 1991: Jelcyn - Moja Rosja, Dokumentarfilm, Deutschland, Frankreich, Polen, Russland
- 1995/96: Opowieści weekendowe - Fernsehserie des polnischen Fernsehens mit acht Folgen
- 1999: Skowronek, teatr TV (Fernsehtheater)
- 2003: Sesja kastingowa, teatr TV
- 2004: Pręgi
- 2008: Głosy wewnętrzne, teatr TV

### Kurzfilme
- 1966: Śmierć prowincjała, Diplomarbeit
- 1966: Przemyśl, TV, Polen, Dokumentarfilm
- 1966: Maria Dąbrowska, TV, Polen, Dokumentarfilm
- 1967: Komputery, Dokumentarfilm
- 1967: Auge in Auge (Twarzą w twarz), TV
- 1968: Zaliczenie, TV
- 1968: Krzysztof Penderecki, TV, Polen, Dokumentarfilm
- 1970: Góry o zmierzchu, TV, Polen
- 1970: Die Rolle (Rola), TV, Bundesrepublik Deutschland
- 1972: Hipoteza, TV, Bundesrepublik Deutschland
- 1987: Mia Varsovia (Moja Warszawa), TV, Italien
- 1992: Muzyka w Warszawskim Getcie, Koproduktion Polen/Deutschland, Dokumentarfilm
- 1992: Felietony / Rozmowa z Krzysztofem Zanussi, Dokumentarfilm
- 1993: Chopin a la Gare Central, Tv, Koproduktion Polnisches Fernsehen/Frankreich
- 1993: Rozmowa z Lordem Yehudi Menuhinem, Koproduktion polnisches, deutsches und russisches Fernsehen
- 1995: Dama z Łasiczką, BBC, Dokumentarfilm (4 min)
- 1995: Danish Girls Show Everything, Danish Film Institute
- 1995: Non Abbiate Paura (Nie lękajcie się) – Italien, USA, Dokumentarfilm
- 1997: Re Pescatore, TV, Italien
- 2005: Solidarność, Solidarnosć („Czołgi“), TV

## Theater
- 1979: Lot nad kukułczym gniazdem, (One Flew Over The Cookoo's Nest), Ken Kessey, Teatr Stary, Kraków
- 1980: Król umiera (The King Is Dying), Eugene Lonesco, Neue Schaübühne, Monachium
- 1983: Rzeźnia (Slaughterhouse), Sławomir Mrożek, Mediolan
- 1983: Dzień i noc (Day And Night): Tom Stoppard, Stadt Theatre, Bonn
- 1983: Duet na jeden głos (Duo for One), Tom Kępiński, Standt Theatre, Bonn
- 1984: Hiob, Karol Wojtyła, San Miniato
- 1984: Wszyscy moi synowie (All My Sons), Arthur Miller, Monachium
- 1985: Dawne czasy (Old Times), Harold Pinter, Monachium (TV Bayerische Rundfunk)
- 1986: Julius Caesar, William Shakespeare, (Werona 1985) Rzym
- 1986: Gry kobiece [Miłosierdzie płatne z góry, Niedostępna] (Woman’s games), Krzysztof Zanussi, Edward Żebrowski, Theatre des Nations (Odeon) Paris
- 1986: Zdrada (Betrayal), Harold Pinter, Monachium
- 1987: Gry kobiece [Miłosierdzie płatne z góry, Niedostępna] (Woman’s games), Krzysztof Zanussi, Edward Żebrowski, Praga
- 1989: Gry kobiece [Miłosierdzie płatne z góry, Niedostępna] (Woman’s games), Krzysztof Zanussi, Edward Żebrowski, Theatre des Nations (Odeon) Paris
- 1990: Królowa i powstańcy (The Queen and the Insurgents), Ugo Betti, Krzysztof Zanussi i Tadeusz Bradecki, Rzym
- 1991: Gry kobiece [Miłosierdzie płatne z góry, Niedostępna] (Woman’s games), Krzysztof Zanussi, Edward Żebrowski, MCHAT, Moskwa
- 1992: Prezydent (President), Rocco Familiari, Florencja
- 1993: Śmierć i dziewczyna (Death and the Maiden), Ariel Dorfman, Teatr Nowy Poznań
- 1993: Śmierć i dziewczyna (Death and the Maiden), Berlin
- 1997: Król- rybak (Re Pescatore), J. Green, San Miniato
- 1998: L’uomo che vide Francesco, Joseph Delteil, San Miniato
- 1998: Heriodas le Salomé, Rocco Familiari, Rzym
- 2000: Zdaniem Amy (Amys Welt), Essen
- 2002: Dowód (Der Beweis), Essen
- 2002: Straszni rodzicie (Les parents terribles), Jean, Cocteau, Theatre Elysee, Rzym
- 2005: Małe zbrodnie małżeńskie, Partners in Crime, Erich Emmanuel Schmitt, Berlin
- 2007: Małe zbrodnie małżeńskie, Partners in Crime, Erich Emmanuel Schmitt, Kijów
- 2008: Duet, Guo, Otto Eskin, Nowosybirsk
- 2009: Medea, Eurypides, Syrakuzy
- 2010: Rabbit Hole, David Lindsay - Abaire, Amberg
- 2010: Dowód (Der Beweis), David Auburn, Moskwa
- 2010: Śmierć i dziewczyna (Death and the Maiden), Ariel Dorffman, Mińska
- 2010: Wszyscy moi synowie (All my Sons), Arthur Miller, Jekaterynburg
- 2011: Zapach (L’odore, The Scent), Rocco Familiari, Perm
- 2012: Król umiera (Exit the King) Eugene Lonesco, Jekaterynburg, Moskwa
- 2012: Edukacja Rity (Educating Rita), Willy Russell, Jekaterynburg, Moskwa
- 2013: Donne allo Specchio, Rocco Familiari, Teatro Don Bosco, Pordenone
- 2013: 37 pocztówek (37 postcards), Michael McKeever, Moskwa
- 2014: Gry kobiet (Woman’s Games), Krzysztof Zanussi, Edward Żebrowski, Baku

## Oper
- 1989: Dominique Probst, Maksymilian Kolbe. Text: Eugene Ionesco (współreżyseria z Tadeuszem Bradeckim), Rimini, 1988; St. Etienne
- 1989: Alexander von Zemlinsky, Narodziny Infantki, Tragedia Florencka. Text: Oscar Wilde, Opern Theater, Bazylea
- 1992: Karol Szymanowski, Król Roger. Text: Jarosław Iwaszkiewicz, Karol Szymanowski, Stadt Theater, Brema, 1986; Teatro Massimo, Palermo
- 1992: Arthur Honegger, Antygona. Text: Sofokles w przekładzie Jeana Cocteau
- 1993: Igor Stavinsky, Król Edyp. Text: Jean Cocteau, Teatro Massimo, Palermo
- 2011: Francis Poulenc, La Voix Humaine, Aubade, La Dame de Monte-Carlo, Text: Jean Cocteau, Warschauer Kammeroper

## Auszeichnungen (Auswahl)
- 1970: Die Struktur des Kristalls - Valladolid International Film Festival - Premio Cidad de Valladolid
- 1970: Die Struktur des Kristalls - Mar Del Plata International Film Festival
- 1970: Die Struktur des Kristalls - Panama International Film Festival
- 1971: Die Mauer - Sanremo International Film Festival - Grand Prix
- 1971: Familienleben - Chicago International Film Festival
- 1972: Familienleben - Valladolid International Film Festival - Premio Cidad de Valladolid
- 1973: Illumination - Locarno International Film Festival - Grand Prix
- 1973: Illumination - Locarno International Film Festival
- 1974: Illumination - Gdynia (do 1986 Gdańsk)
- 1977: Tarnfarben - Gdynia (do 1986 Gdańsk) Festiwal Polskich Filmów Fabularnych - Grand Prix
- 1978: Spirale - Internationale Filmfestspiele von Cannes
- 1980: Ein Mann bleibt sich treu - Internationale Filmfestspiele von Cannes - Preis der Jury
- 1984:	Ein Jahr der ruhenden Sonne	- Venice International Film Festival - Goldener Löwe
- 1996: In Full Gallop - Tokio International Film Festival
- 1996: In Full Gallop - Gdynia (do 1986 Gdańsk)
- 2000: Life As a Fatal Sexually Transmitted Disease - Moskwa International Film Festival
- 2000: Life As a Fatal Sexually Transmitted Disease - Gdynia Polish Film Festival - Grand Prix (der beste Film - "Goldener Löwe 2001)
- 2001: Preis für Lebenswerk, Febiofest, Prag, Tschechien
- 2001: Life As a Fatal Sexually Transmitted Disease - USA Wine Country Film Festival- beste Regie im internationalen Wettbewerb
- 2001: Life As a Fatal Sexually Transmitted Disease - Orzeł, Polska Nagroda Filmowa w kategorii: najlepszy producent za rok 2000
- 2002: Nagroda im. Ennio Flaiano za całokształt twórczości na 29. Festiwalu Premi Internazionali E. Flaiano, Pescara, Włochy
- 2002: Preis für Lebenswerk auf den 19. Internationalen Filmfestspielen in Jerusalem
- 2002: SUPLEMENT Moskwa International Film Festival - FIPRESCI-Preis
- 2004: Ehrendoktorwürde der Saint Petersburg State University for Cinema and Television
- 2004: Ehrendoktorwürde der Katholischen Universität Valencia
- 2004: Ehrendoktorwürde der Katolickiego Uniwersytetu Lubelskiego
- 2013: Ehrendoktorwürde der Katholischen Péter-Pázmány-Universität, Budapest
- 2013: Ehrendoktorwürde der Universität Łódź
- 2014: FREMDKöRPER - Preis für den besten Spielfilm an der XII International Film Festival orthodoxen „Pokrov“ in Kiew.